# (36725) 2000 RB45
2000 RB45 (asteroide 36725) é um asteroide da cintura principal. Possui uma excentricidade de 0.12910330 e uma inclinação de 13.56091º.
Este asteroide foi descoberto no dia 3 de setembro de 2000 por LINEAR em Socorro.